# Arnaud Guilhèm
Arnaud Guilhèm (oficial Arnaud-Guilhem) és un municipi occità de Gascunya, situat en el departament de l'Alta Garona, a la regió d'Occitània.